# Tarutynský rajón
Tarutynský rajón (ukrajinsky Тарутинський район) byl rajón v Oděské oblasti na Ukrajině. Hlavním městem bylo Tarutyne a rajón měl přibližně 40 tisíc obyvatel. 

## Sídla v rajónu
- Berezyne
- Borodino
- Serpneve
- Tarutyne